# Јатаган
Јатаган (од тр. yatağan) је врста мача који је кориштен у османском царству од средине XVI до краја 19. века. Име је добио по граду Јатагану у југозападној Турској где је отпочела производња таквих мачева.
Јатаган је једноручни мач налик на сабљу са једном оштрицом. Дужина оштрице је од 60 до 80 цм. Сечиво је повијено унапред, као код грчког кописа или иберијске фалкате и понекад подсећа на латинично "S". Био је таквог облика да би када се противник прободе поцепао све виталне органе у телу. Израђиван је ламинацијом од две врсте челика. Између два листа мекшег и еластичнијег, уметан је лист тврђег, каљеног челика. Ова три листа би се ковањем спојила у једно сечиво које је имало истовремено и високу тврдоћу и еластичност, што је била предност у односу на многе мачеве који су се користили у то време.
Јањичари и други пешаци турске војске користили су краће јатагане како не би сметали код дугих маршева. Због добрих карактеристика у бодењу, јатаган је послужио као модел за бајонет многих европских војски средином XIX века.
Према историјским подацима јатаган можда и није изворно турско оружје, али је за време османске владавине дефинитивно ушло у масовну производњу и широку употребу. Постоје подаци који његову појаву везују за 14. или чак 12. век, али данас је општеприхваћен став да је први познати јатаган у историографији онај султана Сулејмана Величанственог из 1526/27. године. Овај веома богато украшен јатаган дело је мајстора Ахмеда Текелија, и мада представља први познати примерак овог оружја, не може се, наравно, са сигурношћу тврдити да представља и први примерак уопште.